# Xenorhina multisica
Xenorhina multisica е вид жаба от семейство Тесноусти жаби (Microhylidae).

## Разпространение и местообитание
Видът е разпространен в Индонезия.
Обитава гористи местности, градини и ливади в райони с тропически и субтропичен климат.